# Альбрехт, Фран
Фран Альбрехт (словен. Fran Albreht), при рождении Франц Альбрехт (словен. Franc Albreht; 17 ноября 1889, Штейн — 11 февраля 1963, Любляна) — словенский поэт, редактор, мэр Любляны с 1945 по 1948 годы.

## Биография
Родился 17 ноября 1889 в городе Штейн (ныне Камник). Учился в Венском университете, с ранних лет увлекался поэзией, стал позднее литературным критиком. В 1920-е годы стал редактором литературного журнала «Люблянский звон». После того, как в 1932 году на журнал стали давить власти из-за сильного распространения словенского национализма, покинул пост редактора и основал новый журнал под названием «Содобность» (словен. Sodobnost — Современность) вместе с критиком Йосипом Видмаром и поэтом Фердо Козаком. Публиковался под псевдонимом «Русмир».
В юности Альбрехт придерживался либеральных идей и много времени проводил в либеральных политических кружках, но со временем сменил свои взгляды на более левые. В его журнале «Sodobnost» стали чаще публиковаться поэты-марксисты и иные коммунисты. Журнал стал очень популярным в левом движении.

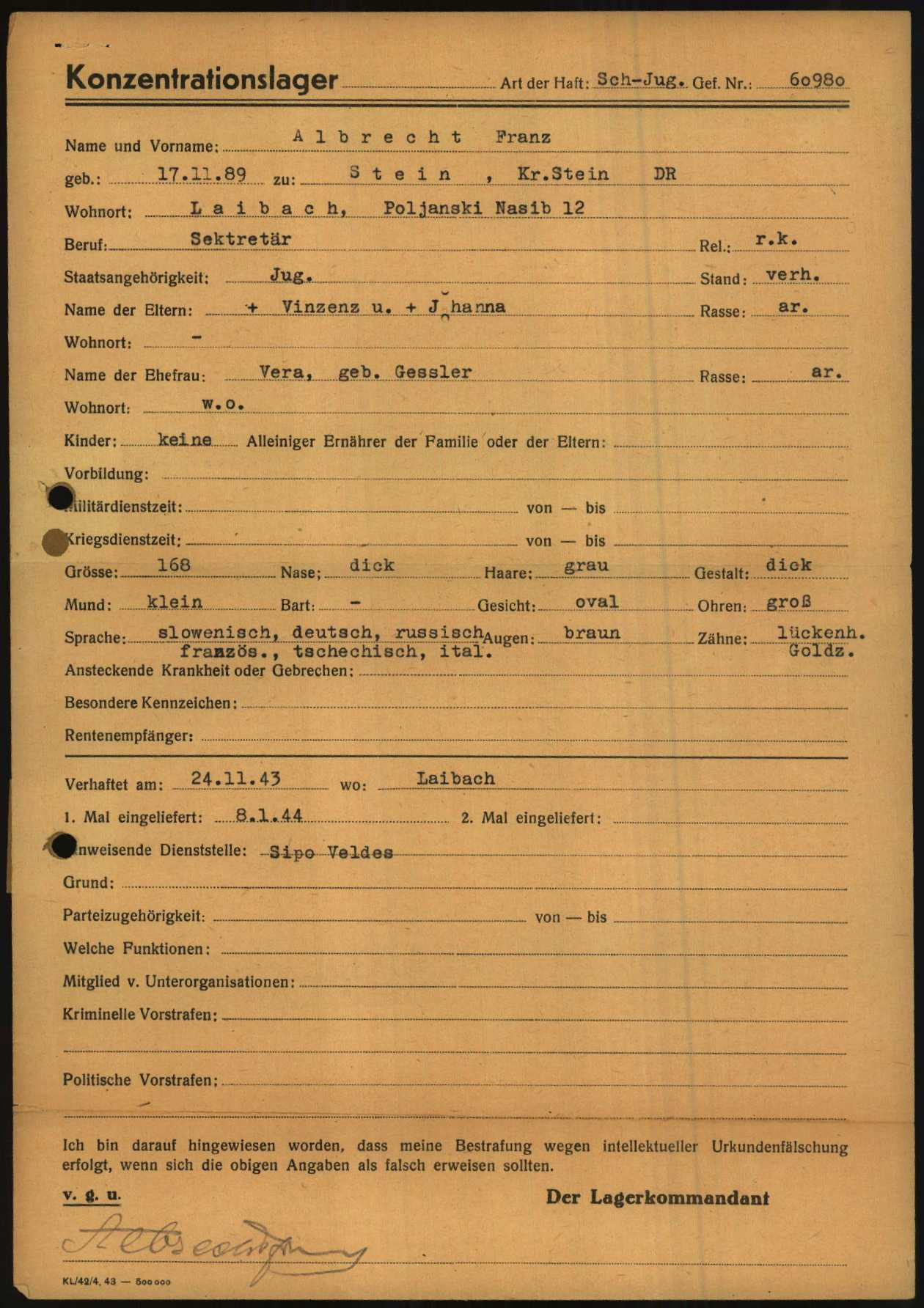
Документ на имя Франа Альбрехта — заключенного концлагеря Дахау

В апреле 1941 года после захвата Югославии немцами Фран ушёл в подполье и вступил в Освободительный фронт Словении, который помогал словенскому антифашистскому движению в годы Народно-освободительной войны. Неоднократно Франа арестовывала итальянская полиция. В 1944 году немцы арестовали его и отправили в концлагерь Дахау.
В 1945 году после окончания войны и своего освобождения Альбрехт был назначен мэром Любляны, проработав там до 1948 года. Покинуть пост ему пришлось после того, как его арестовали и обвинили в антикоммунистической деятельности. Некоторое время он провёл в тюрьме. Литературную деятельность не прекращал до самой смерти: некоторые его произведения были опубликованы уже посмертно.
Был женат на поэтессе Вере Альбрехт.
Умер 11 февраля 1963 в Любляне. Похоронен на кладбище Жале.
Награждён литературной премией имени Франца Прешерна в 1960 году. За помощь Народно-освободительному движению награждён Орденом братства и единства II степени (серебряным) и медалью Партизанской памяти 1941 года.